# Shingo Nejime
Shingo Nejime (根占 真伍, Nejime Shingo), né le 22 décembre 1984, est un footballeur japonais qui évolue au poste de milieu de terrain au Roasso Kumamoto.

## Biographie
Shingo Nejime commence sa carrière au Tokyo Verdy. 
En 2007, il est transféré au Yokohama FC. En 2011, il rejoint le Roasso Kumamoto.